# Nanhermannia sellnicki
Nanhermannia sellnicki är en kvalsterart som beskrevs av Forsslund 1958. Nanhermannia sellnicki ingår i släktet Nanhermannia och familjen Nanhermanniidae. Inga underarter finns listade i Catalogue of Life.